# Ральниковское сельское поселение
Ральниковское сельское поселение — муниципальное образование в составе Малмыжского района Кировской области России.
Центр — село Ральники.

## История
Ральниковское сельское поселение образовано 1 января 2006 года согласно Закону Кировской области от 07.12.2004 № 284-ЗО.

## Население
| 2010 | 2012 | 2013 | 2014 | 2015 | 2016 | 2017 |
| ---- | ---- | ---- | ---- | ---- | ---- | ---- |
| 667  | ↘630 | ↘593 | ↘569 | ↘535 | ↘507 | ↘497 |
| 2018 | 2019 | 2020 | 2021 |      |      |      |
| ↘488 | ↘474 | ↘450 | ↘409 |      |      |      |

## Состав сельского поселения
В состав сельского поселения входят 7 населённых пунктов
| № | Населённый пункт | Тип населённого пункта       | Население |
| - | ---------------- | ---------------------------- | --------- |
| 1 | Кондаки          | деревня                      | 0         |
| 2 | Марьял           | деревня                      | 58        |
| 3 | Пивоварово       | деревня                      | 61        |
| 4 | Платынерь        | деревня                      | 2         |
| 5 | Порез            | деревня                      | 175       |
| 6 | Пукшинерь        | деревня                      | 142       |
| 7 | Ральники         | село, административный центр | 229       |